# Saskatchewan Highway 2
De Saskatchewan Highway 2 is een weg in de Canadese provincie Saskatchewan. De weg loopt van de grens met de Verenigde Staten via de steden Moose Jaw en Prince Albert naar La Ronge en is 809 kilometer lang. 
Het gedeelte van de Highway 2 tussen Moose Jaw en Prince Albert staat bekend als Veterans Memorial Highway. Het deel tussen Prince Albert en La Ronge is onderdeel van de CanAm Highway, die van El Paso aan de Mexicaanse grens naar La Ronge loopt.
De weg is een onderdeel van het nationale wegennetwerk van Canada.

De Saskatchewan Highway 2 is onderdeel van de CanAm Highway

1 
· 2 
· 3 
· 4 
· 5 
· 6 
· 7 
· 8 
· 9 
· 10 
· 11 
· 12 
· 13 
· 14 
· 15 
· 16 
· 16A 
· 16B 
· 17 
· 18 
· 19 
· 20 
· 21 
· 22 
· 23 
· 24 
· 25 
· 26 
· 27 
· 28 
· 29 
· 30 
· 31 
· 32 
· 33 
· 34 
· 35 
· 36 
· 37 
· 38 
· 39 
· 40 
· 41 
· 41A 
· 42 
· 43 
· 44 
· 45 
· 46 
· 47 
· 48 
· 49 
· 51 
· 52 
· 54 
· 55 
· 56 
· 57 
· 58 
· 60 
· 80 
· 99 
· 102 
· 106 
· 120 
· 123 
· 135 
· 155 
· 165 
· 167
201 
· 202 
· 209 
· 210 
· 211 
· 212 
· 219 
· 220 
· 221 
· 224 
· 225 
· 229 
· 240 
· 247 
· 255 
· 263 
· 264 
· 265 
· 271 
· 301 
· 302 
· 303 
· 304 
· 305 
· 306 
· 307 
· 308 
· 309 
· 310 
· 312 
· 316 
· 317 
· 318 
· 320 
· 321 
· 322 
· 324 
· 332 
· 334 
· 335 
· 339 
· 340 
· 342 
· 343 
· 349 
· 350 
· 354 
· 355 
· 357 
· 358 
· 361 
· 362 
· 363 
· 364 
· 365 
· 367 
· 368 
· 369 
· 371 
· 373 
· 374 
· 375 
· 376 
· 377 
· 378 
· 379 
· 381 
· 394 
· 396 
· 397
600 
· 601 
· 603 
· 604 
· 605 
· 606 
· 610 
· 611 
· 612 
· 614 
· 615 
· 616 
· 617 
· 619 
· 620 
· 621 
· 623 
· 624 
· 627 
· 628 
· 630 
· 631 
· 633 
· 635 
· 637 
· 638 
· 639 
· 640 
· 641 
· 642 
· 643 
· 644 
· 645 
· 646 
· 647 
· 649 
· 650 
· 651 
· 653 
· 654 
· 655 
· 656 
· 657 
· 658 
· 659 
· 660 
· 661 
· 662 
· 663 
· 664 
· 665 
· 667 
· 668 
· 669 
· 670 
· 671 
· 672 
· 673 
· 674 
· 675 
· 676 
· 677 
· 678 
· 679 
· 680 
· 681 
· 682 
· 683 
· 684 
· 685 
· 686 
· 687 
· 689 
· 690 
· 691 
· 692 
· 693 
· 694 
· 695 
· 696 
· 697 
· 698 
· 699 
· 702 
· 703 
· 704 
· 705 
· 707 
· 709 
· 711 
· 715 
· 716 
· 717 
· 718 
· 720 
· 721 
· 722 
· 724 
· 725 
· 726 
· 727 
· 728 
· 730 
· 731 
· 732 
· 733 
· 734 
· 735 
· 737 
· 738 
· 741 
· 743 
· 745 
· 747 
· 749 
· 751 
· 752 
· 753 
· 754 
· 755 
· 756 
· 758 
· 761 
· 762 
· 763 
· 764 
· 766 
· 767 
· 768 
· 771 
· 772 
· 773 
· 776 
· 777 
· 778 
· 780 
· 781 
· 782 
· 783 
· 784 
· 785 
· 786 
· 787 
· 788 
· 789 
· 790 
· 791 
· 792 
· 793 
· 794 
· 795 
· 796 
· 797 
· 798 
· 799 
· 903 
· 904 
· 905 
· 908 
· 909 
· 910 
· 911 
· 912 
· 913 
· 914 
· 915 
· 916 
· 917 
· 918 
· 919 
· 920 
· 921 
· 922 
· 923 
· 924 
· 925 
· 926 
· 927 
· 928 
· 929 
· 930 
· 931 
· 932 
· 933 
· 934 
· 935 
· 936 
· 937 
· 938 
· 939 
· 940 
· 941 
· 942 
· 943 
· 945 
· 946 
· 950 
· 951 
· 952 
· 953 
· 954 
· 955 
· 956 
· 962 
· 963 
· 964 
· 965 
· 966 
· 967 
· 968 
· 969 
· 970 
· 980 
· 981 
· 982 
· 983 
· 984 
· 994 
· 995 
· 999